# Learning English Lesson One
Learning English Lesson One — седьмой студийный альбом немецкой панк-рок группы Die Toten Hosen. Первый альбом группы с текстами только на английском языке. Запись проходила в течение года в Лондоне, Рио-де-Жанейро и Кёльне. Большая часть альбома — кавер-версии панк песен, выпущеных в конце 1970-х в Англии и США. Learning English Lesson One отличается большим количеством приглашённых музыкантов и принёс группе известность за пределами немецкоязычных стран.

## Список композиций
1. Step One — 0:31
2. Blitzkrieg Bop — 1:50 (Ramones)
3. Brickfield Nights — 3:34 (The Boys)
4. Step Two — 0:11
5. Just Thirteen — 2:30 (The Lurkers)
6. If the Kids Are United — 3:08 (Sham 69)
7. Nasty Nasty — 2:06 (999)
8. Step Three — 0:17
9. Dirty Pictures — 2:15 (Radio Stars)
10. Baby Baby — 3:13 (The Vibrators)
11. Gary Gilmore’s Eyes — 2:15 (The Adverts)
12. Born to Lose — 3:21 (The Heartbreakers)
13. How the Rockafellas Went to Hollywood — 0:18
14. Do You Remember — 3:25 (The Rockafellas)
15. Carnival in Rio (Punk Was) — 3:08 (M: Кампино, Андреас фон Хльст / T: Ронни Биггс)
16. Step Four — 0:18
17. Right to Work — 3:03 (Chelsea)
18. Whole Wide World — 3:19 (Wreckless Eric)
19. Smash It Up — 2:57 (The Damned)
20. Stranglehold — 2:11 (UK Subs)
21. Step Five — 0:22
22. Love and a Molotov Cocktail — 2:30 (The Flys)
23. Do Anything You Wanna Do — 4:27(Eddie & the Hot Rods)
24. Goodbye From Janet & John — 1:01

## Позиции в чартах
| Year | Country   | Position |
| ---- | --------- | -------- |
| 1992 | Германия  | 30       |
| 1991 | Швейцария | 23       |
| 1991 | Австрия   | 38       |

## В работе над альбомом участвовали
- Кампино — вокал
- Фон Хольст, Андреас — гитара
- Михаэль Брайткопф — гитара
- Андреас Мойрер — бас-гитара
- Вольфганг Рёде — ударные